# Kvinna mitt på jorden
Kvinna mitt på jorden är en svensk dokumentärfilm från 1976. Filmen porträtterar kvinnors situation i Ecuador.

### Fotnoter
1. ↑  ”Kvinna mitt på jorden”. Svensk Filmdatabas. http://sfi.se/sv/svensk-filmdatabas/Item/?itemid=4989&type=MOVIE&iv=Basic&ref=/templates/SwedishFilmSearchResult.aspx?id%3d1225%26epslanguage%3dsv%26searchword%3dkvinna+mitt+p%C3%A5+jorden%26type%3dMovieTitle%26match%3dBegin%26page%3d1%26prom%3dFalse. Läst 2 maj 2013.